# Zita Funkenhauserová
Zita Eva Funkenhauserová (* 1. července 1966 Satu Mare, Rumunsko) je bývalá západoněmecká a německá sportovní šermířka, která se specializovala na šerm fleretem.
Západní německo a později sjednocené Německo reprezentovala v osmdesátých a devadesátých letech. Na olympijských hrách startovala v roce 1984, 1988 a 1992 v soutěži jednotlivkyň a družstev. V soutěži jednotlivkyň získala na olympijských hrách 1988 bronzovou olympijskou medaili. V roce 1987 obsadila druhé a v roce 1989 a 1993 třetí místo na mistrovství světa v soutěži jednotlivkyň. Se západoněmeckým a německým družstvem fleretistek vybojovala na olympijských hrách dvě zlaté (1984, 1988) a stříbrnou (1992) olympijskou medaili a s družstvem fleretistek vybojovala celkem tři tituly mistryň světa (1985, 1989, 1993).